# Schloss Przecław

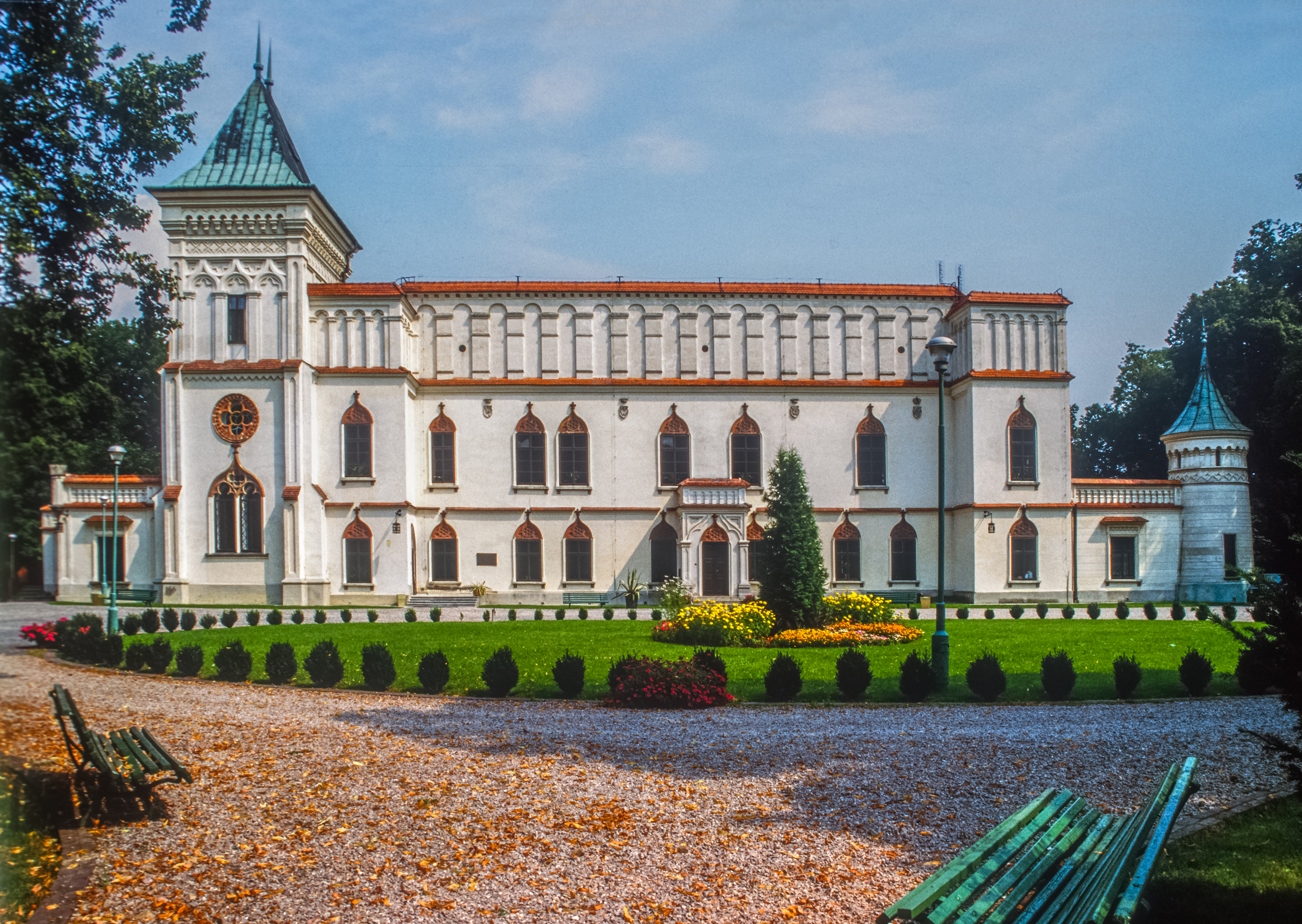
Frontansicht

Das Schloss Przecław (polnisch Zamek w Przecławie) ist ein Palais mit englischem Garten des polnischen Adelsgeschlechts Ligęzowie an der Wisłoka in Przecław.

## Geschichte
An Stelle des heutigen Schlosses bauten die Ligęzowie um 1450 eine Burg, die später an die Tarnowski kam und während der Schwedischen Sintflut in der Mitte des 17. Jahrhunderts zerstört wurde. 1658 ging das Schloss an Władysław Rey, den Urenkel des Humanisten Mikołaj Rej. Im 19. Jahrhundert wurde es im neugotischen Stil erneuert. Am Ende des Zweiten Weltkriegs verbrannten die Rotarmisten den mehrere Jahrhunderte alten Bücherbestand des Schlosses. Nach einem Brand von 1967 wurde das Schloss von 1975 bis 1988 restauriert. Am Wiederaufbau war unter anderem Wiktor Zin beteiligt. 2005 erwarben die Tyszkiewicz das Schloss und nutzen es als Hotel und Restaurant.